# Mandevilla lanuginosa
Mandevilla lanuginosa là một loài thực vật có hoa trong họ La bố ma. Loài này được (M.Martens & Galeotti) Pichon mô tả khoa học đầu tiên năm 1948.